# Gmina Panki
Die Gmina Panki ist eine Landgemeinde im Powiat Kłobucki der Woiwodschaft Schlesien in Polen. Ihr Sitz ist das gleichnamige Dorf mit etwa 1750 Einwohnern.

## Geographie
Die Gemeinde liegt im Nordwesten der Woiwodschaft. Częstochowa (Tschenstochau) liegt etwa 25 Kilometer südöstlich, die Kreisstadt Kłobuck acht Kilometer östlich. Nachbargemeinden sind Krzepice, Opatów, Przystajń und Wręczyca Wielka.

## Geschichte
Die Landgemeinde wurde 1973 aus Gromadas wieder gebildet. Sie kam 1975 von der Woiwodschaft Katowice zur Woiwodschaft Częstochowa, der 1952 gegründete Powiat wurde aufgelöst. Zum 1. Januar 1999 kam die Gemeinde zur Woiwodschaft Schlesien und wieder zum Powiat Kłobucki.
Bis 1952 gehörte die Gemeinde zum ehemaligen Powiat Częstochowski. Sie wurde 1954 in Gromadas aufgelöst.

## Gliederung
Zur Landgemeinde Panki gehören 15 Dörfer mit 12 Schulzenämtern (sołectwa):
- Panki
- Aleksandrów
- Jaciska
- Janiki-Ślusarze
- Cyganka–Pacanów
- Kałmuki
- Kawki
- Konieczki
- Koski-Żerdzina
- Kostrzyna–Kotary
- Praszczyki
- Zwierzyniec Trzeci

Weitere kleine Orte der Gemeinde sind:
- Gajówka Konieczki
- Gajówka Zwierzyniec
- Jaciska-Gajówka
- Koski-Gajówka
- Panki (osada)
- Pod Dąbrową
- Za Wodą
- Zwierzyniec-Leśniczówka

## Politik

### Bürgermeister
An der Spitze der Verwaltung steht der Gemeindevorsteher. Seit 2010 war dies Bogdan Praski (PSL). Bei der turnusmäßigen Wahl im April 2024 kam es zu folgendem Ergebnis:
- Urszula Bujak (Wahlkomitee „Gemeinsam können wir mehr erreichen – Koalition der Lokalverwaltungen“) 40,5 % der Stimmen
- Katarzynna Gierak (Wahlkomitee Katarzyna Gierak) 35,5 % der Stimmen
- Andrzej Wystalski (TD) 17,9 % der Stimmen
- Andrzej Tarnowski (Wahlkomitee Andrzej Tarnowski) 7,1 % der Stimmen

In der damit notwendigen Stichwahl setzte sich mit Katarzynna Gierak  die Zweitplatzierte des ersten Wahlgangs mit 50,7 % der Stimmen gegen Amtsinhaberin Bujak durch und wurde zur neuen Gemeindevorsteherin gewählt.
Die turnusmäßige Wahl im Oktober 2018 führte zu folgendem Ergebnis:
- Urszula Bujak (Wahlkomitee „Gemeinsam für die Gemeinde Panki“) 49,3 % der Stimmen
- Bogdan Praski (PSL) 31,9 % der Stimmen
- Krysztof Antończak (Wahlkomitee „Koalition der Lokalverwaltungen“) 18,8 % der Stimmen

In der damit notwendigen Stichwahl setzte sich Urszula Bujak mit 64,8 % der Stimmen gegen Amtsinhaber Praski durch und wurde zur neuen Gemeindevorsteherin gewählt.

### Gemeinderat
Der Gemeinderat von Panki besteht aus 15 Mitgliedern, die in Einzelwahlkreisen gewählt werden. Die Wahl 2024 führte zu folgendem Ergebnis:
- Wahlkomitee „Gemeinsam können wir mehr erreichen – Koalition der Lokalverwaltungen“ 35,9 % der Stimmen, 6 Sitze
- Wahlkomitee Katarzyna Gierak 32,7 % der Stimmen, 5 Sitze
- Trzecia Droga (TD) 21,3 % der Stimmen, 4 Sitze
- Wahlkomitee Andrzej Tarnowski 10,1 % der Stimmen, kein Sitz

Die Wahl 2018 führte zu folgendem Ergebnis:
- Wahlkomitee „Gemeinsam für die Gemeinde Panki“ 36,2 % der Stimmen, 8 Sitze
- Polskie Stronnictwo Ludowe (PSL) 31,1 % der Stimmen, 5 Sitze
- Wahlkomitee „Koalition der Lokalverwaltungen“ 20,8 % der Stimmen, 1 Sitz
- Wahlkomitee „Unabhängiger Kandidat“ 7,5 % der Stimmen, 1 Sitz
- Übrige 4,4 % der Stimmen, kein Sitz

## Verkehr
Die Woiwodschaftsstraße DW494 führt von Częstochowa nach Olesno (Rosenberg O.S.).
An der Eisenbahnstrecke Nr. 181 zwischen Herby Nowe und Wieluń Dąbrowa besteht die Bahnstation Panki.
Der nächste internationale Flughafen ist Katowice.